# 沙赫布尼耶
35°33′N 2°36′E / 35.550°N 2.600°E

沙赫布尼耶（阿拉伯语：‎），是阿爾及利亞的城鎮，位於該國北部，由麥迪亞省負責管轄，是沙赫布尼耶區的首府，面積522平方公里，海拔高度675米，2008年人口13,617人，人口密度每平方公里26人。